# Jonas Vanagaitis
Jonas Vanagaitis (ur. 23 września 1869 w Pabuduppen koło Ragnety, zm. 9 września 1946 w Niemczech) – litewski polityk i dziennikarz, sygnatariusz Aktu z Tylży. 

## Życiorys
W 1903 przystąpił do litewskiego towarzystwa w Prusach Wschodnich "Birutė". Dwa lata później wziął udział w obradach wielkiego sejmu wileńskiego jako przedstawiciel pruskich Litwinów. Od 1909 do 1913 redagował czasopismo "Birutė". 
16 listopada 1918 wszedł w skład Rady Ludowej Litwy Pruskiej. 30 listopada złożył swój podpis pod Aktem Tylżyckim. W grudniu 1922 wybrany pierwszym sekretarzem Wysokiego Komitetu Ratowania Małej Litwy (Mažosios Lietuvos gelbėjimo komiteto, MLGK), który występował m.in. w obronie praw protestanckiej ludności litewskojęzycznej zamieszkałej w Niemczech. Od 1923 był przewodniczącym Związku Właścicieli Domów, z jego list wybrano go do rady miejskiej Kłajpedy. Przez kilka lat stał na czele Związku Społecznego. Od 1923 do 1940 był sekretarzem kłajpedzkiego oddziału szaulisów. 